# Cristian Petrescu

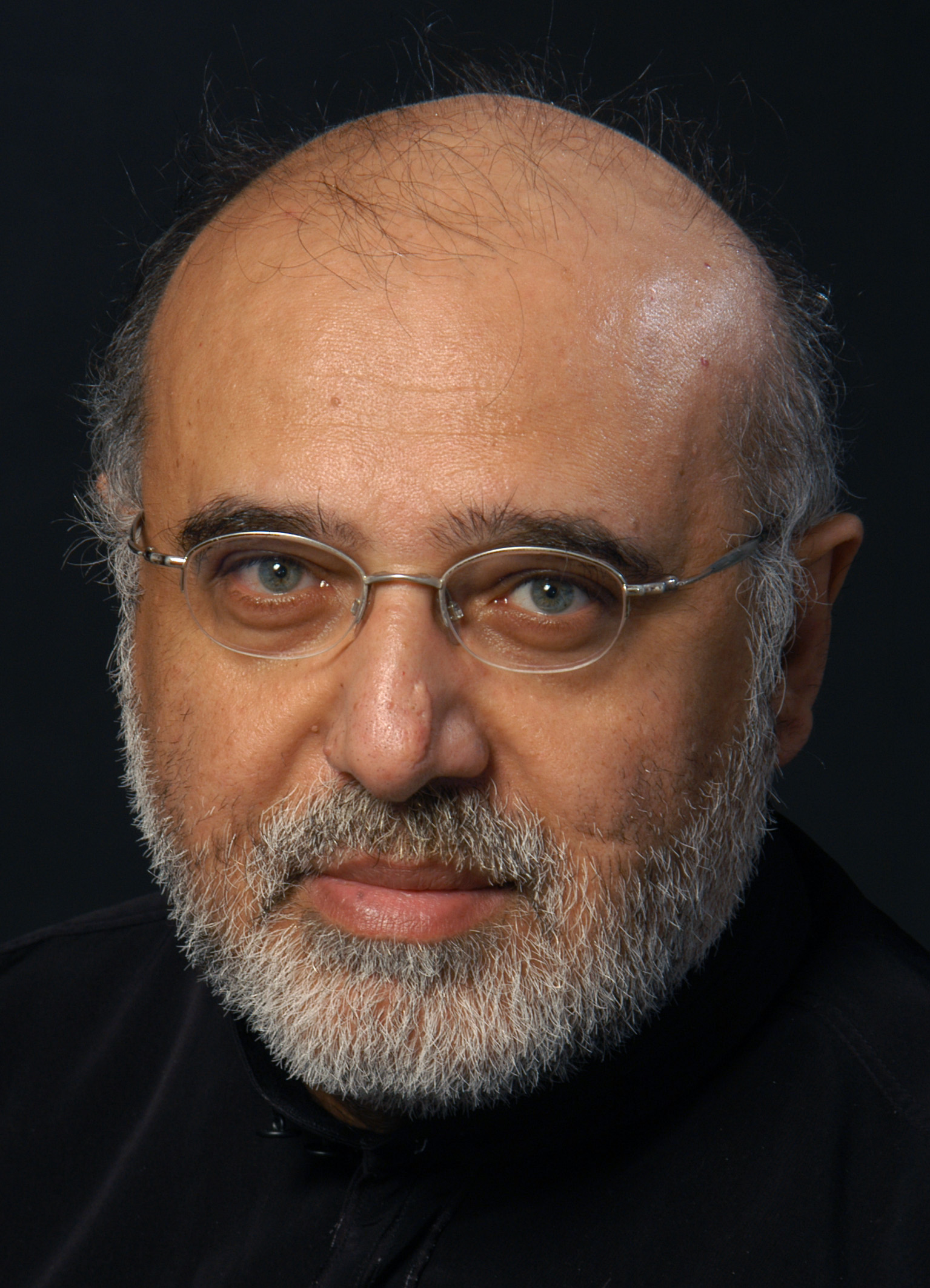
Cristian Petrescu (2004)

Cristian Petrescu (* 9. April 1950 in Bukarest) ist ein französischer Pianist armenischer Herkunft aus Rumänien.

## Leben
Nach zehn Jahren Unterricht bei der Klavierpädagogin Ana Pitiş am Bukarester Dinu-Lipatti-Gymnasium wurde Cristian Petrescu 1969, während der kommunistischen Herrschaft der Ära Ceaușescus, als Bestplatzierter der Aufnahmeprüfung an der Nationalen Musikuniversität Bukarest aufgenommen. Wenig später emigrierte er mit seiner Familie über Beirut, Libanon, wo er 1970 seinen ersten öffentlichen Klavierabend an der American University of Beirut gab, in die USA.
Ausgestattet mit einem Stipendium, studierte er von 1970 bis 1974 an der Juilliard School in New York bei Josef Raieff. Dort hatte er als Klavierbegleiter die Gelegenheit, Künstler wie Nathan Milstein, Ruggiero Ricci und die Violinpädagogen Ivan Galamian, Dorothy Delay und Felix Galimir kennenzulernen.
1972 gewann er den 1. Preis beim Aram-Khatchaturian-Wettbewerb in New York. Nachdem er 1974 sein Studium an der Juilliard School mit dem Master of Music Degree abgeschlossen hatte, ermöglichte Aloys Kontarsky ihm ein Stipendium für die Darmstädter Ferienkurse. Dort brachte er Wolfgang Rihms Klavierstück Nr. 4 zur Uraufführung, wofür er mit dem Kranichsteiner Musikpreis für zeitgenössische Musik ausgezeichnet wurde.
Im Anschluss ermöglichte ihm Siegfried Palm, der damalige Direktor der Hochschule für Musik Köln, ein postgraduales Studium bei Aloys Kontarsky (Klavier) und Karlheinz Stockhausen (Komposition) an der Hochschule für Musik Köln. Von 1975 bis 1977 war er hier als Stockhausens Assistent für dessen Kompositionsklasse tätig. 1977 schloss er sein Studium bei Kontarsky mit dem Konzertexamen (Klavierabend und Schumann-Klavierkonzert), welches er mit Auszeichnung bestand, ab. 1977 bis 1978 besuchte er einen Kompositionskurs György Ligetis an der Hochschule für Musik Hamburg.
Nach einem Probespiel mit Werken von Bach, Schönberg, Boulez und Stockhausen wirkte er von 1981 bis 1986 als Pianist im Ensemble intercontemporain in Paris. 1984 gewann er bei einem Iannis-Xenakis-Wettbewerb in Paris den 1. Preis.
1989 wurde er französischer Staatsbürger und zog dann nach Berlin, wo er u. a. in Kammermusikkonzerten mit Mitgliedern der Berliner Philharmoniker auftrat.
Am 16. November 1989, eine Woche nach dem Fall der Mauer, wirkte er im ersten regulären Kammerkonzert des neueröffneten Kammermusiksaals der Berliner Philharmonie mit, das den Werken George Enescus gewidmet war. Am gleichen Tag führte er im Rahmen eines Workshops unter der Leitung Yehudi Menuhins zusammen mit dem französischen Geiger Gilles Apap Enescus 3. Violinsonate im rumänischen Volkscharakter op.25 auf.
Für die Einspielung der Klavierwerke George Enescus bei Harmonia Mundi wurde er 1998 mit den Kritikerpreisen Diapason d’or und Choc – Le Monde de la musique sowie dem Grand Prix du Disque der Académie Charles Cros ausgezeichnet.
Nach dem Ende des Kommunismus hat er sowohl in seiner Heimatstadt Bukarest als auch in anderen rumänischen Städten Klavierabende gegeben und ist als Solist in Orchesterkonzerten aufgetreten.